# Горобиевская, Анна Остаповна
Анна Остаповна Горобие́вская  (17.08.1931) — украинский, советская художница, член Союза художников СССР, с 1962 — член Союза художников Украины.

## Биография
Родилась 17 августа 1931 года в Киеве. Семья жила в центре Киева, на улице Стрелецкой, рядом с древним Софийским собором. Родители Анны Остаповны познакомились в 1929 году в Киеве. Отец Анны, Остап Демьянович Горобиевский, родился и жил во Львове, находившийся тогда в составе Польши. Он был актёром и переехал в Киев, где в 1926 году открылась Польская драматическая студия. Там же работала и артистка Ванда Василевская, мама Анны Остаповны.
Деятельность театра была востребована, однако у властей Советской Украины появились претензии к деятельности его сотрудников. Это повлекло запрет спектаклей, критику в прессе, снятие пьес с репертуара, а вскоре переросло и в аресты актёров, в том числе и родителей Анны. В 1933 год их обвинили в контрреволюционной деятельности, принадлежности к Польской военной организации и арестовали. Отца осудили на три года заключения и выслали в лагерь — в район озера Байкал. В марте 1938 года он был расстрелян. Ванде Василевской удалось избежать дальнейшего внимания со стороны НКВД. После закрытия Польского театра она ушла работать в Театр русской драмы. В нём её и застала Великая Отечественная война. В 1942 году фашисты вывезли в составе пленных Анну вместе с её матерью и бабушкой в Венгрию, бывшую тогда союзницей фашистской Германии, на работы. Здесь в 1944 год Анна Горобиевская, выучившая венгерский язык работала некоторое время переводчиком у коменданта города Мако.  После освобождения Венгрии Советской армией в 1944 году семья перебралась в Боярку под Киевом, так как квартира на Стрелецкой улице оказалась занята другими жильцами. Зарабатывая на жизнь, Ванда стала расписывать платки в технике батик. Устроившись в художественную артель, научилась мастерству росписи по шелку. Позднее Ванда участвовала в выставках в СССР, в 1960-е годы ездила со своими произведениями за границу – они выставлялись в нескольких странах, в том числе в Канаде.
В 1944 году Анна Горобиевская, будучи 13-летней девочкой, начала работать на Киевской киностудии.
С 1952 по 1958 года Горобиевская училась в Киевском художественном институте, где Василий Ильич Касиян — основатель школы украинской графики преподавал у Анны технику плаката. Именно это направление искусства сыграло в её творчестве ведущую роль. Вторым учителем был выдающийся график и живописец Михаил Гордеевич Дерегус. По признанию Анны Остаповны, именно он оказал наибольшее влияние на её творчество. Впоследствии, уже во время учёбы в Академии художеств, он был её куратором. В Академию художеств СССР Анна Горобиевская поступила в 1962 году.
В 1962 году Анна вышла замуж, и с 1964 по 1970 год она работала под фамилией мужа — Валюга. Изданные в этот период открытки подписаны именем «А. О. Валюга». В 1966 году в семье родился сын — Вячеслав. Во время учёбы в Академии художница получила трехкомнатную квартиру на Русановке, в районе на левом берегу Днепра. В 1970 году супруги расстались.
На данный момент Анна Остаповна живёт в своей квартире на Русановке с сыном Вячеславом и его семьей. Последние годы тяжело болеет — прикована к постели и почти полностью утратила зрение.

## Творческая деятельность
Расцвет творчества художницы пришёлся на 1950—70-е годы. Ещё во время учёбы в институте Анна Горобиевская увлеклась жанром плаката. Уже первые её работы получили высокую оценку, экспонировались на республиканских выставках. Её плакат «Участникам фестиваля — привет!», посвященный Фестивалю молодежи УССР в 1957 году, демонстрировался на Выставке работ молодых художников, приуроченной к фестивалю; в том же году плакат был издан Государственным издательством изобразительного искусства и музыкальной литературы УССР (ГИИИМЛ). Дипломной работой Анны Остаповны был плакат — «Мир» (1958 год). С ним она принимала участие почти во всех республиканских и всесоюзных художественных выставках тех лет. Тогда же началось сотрудничество Анны Горобиевской с Сельскохозяйственным издательством. Для него она создала ряд плакатов конца 1950-х — начала 1960-х годов: «Дать Отчизне больше молока», «Кукурузе — дорогу и уважение», «Зацветим Отчизну зелеными садами» и т. п. Другие темы её плакатов тех лет — школа; прославление труда рабочих и крестьян; патриотические плакаты на тему Родины, счастливой жизни в СССР, завоеваний Октября. Главным образом, художница работала в Мастерской агитплаката Союза Художников УССР. С 1960 года Анна Горобиевская начала получать заказы на иллюстрирование популярного украинского детского журнала «Барвинок» и эскизы открыток. С течением времени круг иллюстрируемых Анной Остаповной изданий расширился: к «Барвинку» добавились журналы «Малятко», «Пионерия». Затем она стала иллюстрировать учебно-образовательную литературу для украинских школ — «Букварь», «Джерельце», «Звездочка», детские книжки. Эта деятельность привела её к тесному многолетнему сотрудничеству с самым большим книжным издательством Украины — «Радянська школа» (с 1991 года — «Освита»). Горобиевская создавала иллюстрации для школьных учебников и сборников для внеклассного чтения школьников тех лет. Все это время Анна Горобиевская также создавала открытки, которые выпускались издательством «Мистецтво». В издательстве «Мистецтво» Анна Остаповна проработала до 1980-х годов. Затем оно разделилось на два: основное, которое оставило себе старое название «Мистецтво», и второстепенное — «Реклама». Художница перешла работать в издательство «Реклама» в должности редактора. Издательство занималось выпуском рекламных плакатов, листовок — в основном, по технике безопасности, а также издавало поздравительные открытки. Здесь она проработала до пенсии.
Эта работа прекратилась с распадом СССР. Ещё какое-то время, до 1993 года, издавались некоторые из запланированных прежде открыток. Но они выходили в ограниченном количестве, издавались малым тиражом.
В 1993 году Анна Остаповна оставила издательство и рисовала дома, начала писать иконы. Сохранился чудесный образ Богородицы, созданный в академическом стиле иконописи. Его она написала на заказ для одного из открывающихся храмов.
В начале 1990-х произошло открытие Введенского мужского монастыря в Киеве. Для него Анна Остаповна создавала наброски, эскизы священнических и монашеских облачений и даже схим, по которым затем шились облачения.